# Europäische Rundschau
Die Europäische Rundschau war eine Vierteljahreszeitschrift für Politik, Wirtschaft und Zeitgeschichte, die von 1973 bis 2020 in Wien erschien. Chefredakteur und Mitherausgeber von Anfang an war Paul Lendvai.
Von 1990 bis 2006 erschien auch eine ungarische Ausgabe mit den wichtigsten Artikeln in Budapest: Európai Szemle. Die Europäische Rundschau widmete sich den brisanten Themen Europas wie den großen wirtschaftlichen und sozialen Problemen des Transformationsprozesses in den ehemals kommunistisch regierten Ländern Mittel- und Osteuropas, den Fragen der wirtschaftlichen Integration Europas und den Problemen der Minderheiten Südosteuropas.
Die Zeitschrift wurde von Beginn an von führenden österreichischen Politikern zahlreicher Parteien gefördert, etwa von Bundeskanzlern wie Bruno Kreisky (SPÖ) oder Wolfgang Schüssel (ÖVP). Langjähriger Förderer war der Geschäftsmann und ehemalige ÖVP-Politiker Josef Taus. Zuletzt stand Ex-Bundespräsident Heinz Fischer an der Spitze des Kuratoriums. Für die Einstellung der Zeitschrift mit der zweiten Nummer 2020 wurden vom Herausgeberverein Finanzierungsprobleme ins Treffen geführt.
Die von 1946 bis 1949 erscheinende Europäische Rundschau war nicht der Vorgänger dieser Europäischen Rundschau.